# 立命館大学硬式野球部
立命館大学硬式野球部（りつめいかんだいがくやきゅうぶ）は、関西学生野球連盟に所属する大学野球チーム。立命館大学の学生によって構成されている。ユニフォームの表記は「RITSUMEI」、野球帽には「R」の一文字が記されている。同志社大との立同戦が看板カードとなっている。

## 歴史
1923年（大正12年）、井村信正、小山恭二、長村甚一ら10名の学生により創部。現在の関西学生野球連盟所属6大学のうちで、近畿大に次いで新しい。初代野球部部長は高畑彦次郎。1925年（大正14年）、京都大学専門学校連盟に加入し、翌年の春季リーグ戦で初優勝。この年25年11月には、日本巡業に来日し、先に日本大とも対戦していたアメリカの女子野球チームのフィラデルフィア・ボビーズと試合をし、8-7（7回終了）という結果だった。
1931年（昭和6年）、旧関西六大学野球連盟発足時より参加。京都帝大野球部出身の名倉周雄を初代監督に迎え、同年の秋季リーグ戦で優勝し初代王者となった。青柴憲一（のち中退）と村川幸信のバッテリーや後藤正らを擁して、関西大の西村幸生投手らと対峙した。1937年（昭和12年）からはリーグ戦3連覇を果たし、全国から優秀な選手が集まるようになった。西村進一（中退）などがこの時期に在籍した。1931年秋のリーグ戦開始から1940年（昭和15年）まで、関大との2強対決（立関戦）を演じ、京都帝大の2回以外は全てこの2校のどちらかが優勝していた（関大12回、立命5回）。しかし1941年（昭和16年）から戦後の1946年（昭和21年）までは同志社大が6連覇を果たしている。
戦後の1947年（昭和22年）から5回実施された、東京六大学、東都大学、そして旧関西六大学の3連盟間で王座を決する全国大学野球王座決定戦の第2回大会（1948年）に出場したが、法政大の優勝という結果に終わった。同1948年（昭和23年）には専用グラウンドとして立命館衣笠球場が完成。このグラウンドはプロ野球チーム 松竹ロビンスの本拠地球場としても使用された。同48年、エース米川泰夫投手（のち中退）、中尾卓一（のち立命大監督）らを擁して秋季リーグ戦で優勝。
1952年（昭和27年）、太田嘉兵衛監督が中心となり、合宿所「白雲寮」が完成。
1954年（昭和29年）春季リーグ戦で優勝し、初出場となる第3回全日本大学野球選手権大会では、立命館は3回生エース西尾慈高擁するも、決勝で秋山登と土井淳のバッテリー擁する明治大に敗れ準優勝となった。大学選手権の活躍後、西尾は同期で先に入団していた吉田義男と同じく中退し大阪タイガースに入団した。このとき優勝した明大島岡吉郎監督と太田監督の気性が合ったことから、「明立定期戦」が始まり現在まで続いている。
同54年秋、当時の投の二本柱である西尾慈高と1年上の紀藤広光両投手がプロ入りしたため、西尾の1年下西田稔がエースとして活躍。この時期、他に平岩嗣朗捕手、岡嶋博治らが在籍していたがいずれも中退しプロ入りした。1950年代は関関が強い時代であったが、一方の立命は戦力をその都度プロ野球界に奪われるなか、1950年秋から4季連続で神戸大より下位の5位になるなど後塵を拝する時期が続いた。西田稔以降、通算31勝を挙げた内橋貞雄（1956 - 59）、同12勝を挙げた岩上江笠（1957 - 60）、同30勝を挙げた渡辺博文（1959 - 62）、山本重政（62年入学後同年に中退し近鉄入団）らが投手陣を支えた。
1962年（昭和37年）、入れ替え制を採用する関西大学野球連合の結成に旧関西六大学連盟が参加。翌1963年（昭和38年）、2度目の出場となる第22回全日本大学選手権初戦2回戦で新興中京大に0-10（5回コールド）で大敗を喫する。翌翌1965年（昭和40年）、3度目の出場となる全日本大学選手権（第14回大会）では、野球部初のドラフト指名選手となる阪本敏三を擁し、準決勝で松山商科大に4-2（延長10回）で辛勝、決勝で1回生芝池博明投手擁する専修大に4-7で敗れ11年ぶり2回目の準優勝に留まった。1967年（昭和42年）、衣笠球場が閉鎖され柊野グラウンドへと拠点を移した。
1960年代半ばから1970年代にかけて、大学側が1956年（昭和31年）からスポーツ推薦を全面廃止していた影響を受け、大阪商業大、関西学院などとの間の入れ替え戦でたびたび下部（京滋大学リーグ）へ転落したり旧関六に昇格したりを繰り返す低迷期に陥り、伝統の立同戦が行えないことなど不満が高まった。その間、立命も平田英之投手（通算12勝19敗、77年卒）や打撃陣では徳山文宗（77年卒）らの活躍で1974年（昭和49年）秋季リーグ戦から1部に復帰したが、平田の1年上の同志社田尾安志投手や近大森口益光投手、同期の大商大斉藤明雄投手らに阻まれ優勝に手が届かなかった。平田らが卒業した後の1977年（昭和52年）・1978年（昭和53年）の春季に松岡憲次（のち立命大監督、79年卒）や通算20勝を挙げた田井弘志（80年卒）らの投手陣、小山正彦（79年卒）らの野手陣を擁して優勝。大学選手権（第26回・第27回）ではそれぞれ1回戦で近大呉工学部、2回戦で東海大に敗退した。同78年秋には同志社も3回生中本茂樹投手（通算31勝9敗、80年卒）を擁してリーグ戦と明治神宮大会で優勝した。
1981年（昭和56年）、旧関六で秋季リーグ戦最下位になった立命館は入れ替え戦で京都産業大に敗れ京滋大学リーグに降格。しかし、同年に連合が解体され、翌1982年（昭和57年）に立命館も加わった関西学生野球連盟発足に至る。
上述の通りスポーツ推薦をとっていなかった立命館においては、一般入試で合格した逸材をどうにかして囲い込むしか強化の手段がなかった。その中の一人が、中尾卓一監督が声をかけて1984年（昭和59年）に川西明峰高から入学した古田敦也である。通算27勝を挙げた4回生岩本利仁投手、3回生古田らの活躍もあって1986年（昭和61年）に8年ぶり（関西学生野球連盟発足後としては初）のリーグ戦優勝を飾り、さらに1938年秋・39年春以来47年ぶりとなる春秋連覇、秋の明治神宮野球大会初出場を遂げた。続く春の全日本大学選手権は1回戦で東北福祉大に4-5（延長11回）で敗退。秋の明治神宮大会は初戦2回戦で神奈川大に2-3で敗れた。なお、この実績によりその翌年1987年（昭和62年）からスポーツ推薦制度が復活し、その1期生として入学したのが長谷川滋利投手（通算40勝〈リーグ歴代2位〉18敗、91年卒）であった。
1980年代は新興近畿大に押され、80年代後半には酒井光次郎投手擁する近大がリーグ戦6連覇を遂げた。その間、共に同級生同士となる長谷川投手擁する立命館と杉浦正則投手（通算23勝14敗、91年卒）擁する同志社がほぼ交互にリーグ戦2位を占めた。
酒井らが卒業した1990年代前半から半ばにかけてリーグ戦の行方は近大1強から混迷した展開となる。1990年（平成2年）、長谷川杉浦共に最上級生となり、まず立命館が同年春に86年のリーグ戦春秋連覇以来4年ぶりのリーグ優勝を果たす。しかし秋の明治神宮大会の関西地区代表戦と同様、当時の春の全日本大学選手権にも設けられていた関西地区代表決定戦に敗れ本大会には出場できなかった。次いで同年秋、同志社が杉浦や3回生片岡篤史らを擁して83年秋以来7年ぶりのリーグ優勝を果たす。同志社は続く第21回明治神宮大会で12年ぶり2度目の優勝を遂げた。この時代は、長谷川と共に彼の1年下の加藤貴己が通算19勝（9敗、92年卒）、3年下の近岡慶和が同12勝（4敗、94年卒）をそれぞれ挙げ、投手陣を支えた。
1992年（平成4年）、6年ぶりの春秋連覇を果たし、第41回全日本大学選手権では準々決勝で国際武道大を7-6、準決勝で3回生渡辺秀一投手擁する神奈川大を7-3で下し決勝戦に進出。鶴田泰と河原純一両投手擁する駒澤大に安部誠二や大西敏文、2回生金森隆浩（通算12勝15敗、95年卒）らの投手陣、今田康博や小田裕剛、3回生田頭欣士ら強打の立命館打線が臨み、今田の満塁本塁打が飛び出す打撃戦の末に7-11で敗れ3回目の準優勝に留まる。以降も、立命金森隆浩と1年下の水田章雄（通算5勝2敗、96年卒）、金森の1年上の関学本荘雅章（のち関学監督）や水田と同期の木原栄一郎、同大細見和史、関大岡本晃、近大大塔正明や1年下の今井圭吾らが投げ合い、各校が優勝する展開となる。しかし90年代後半になると、立命も中井雅章（通算11勝6敗、97年卒）、谷村和也（通算11勝3敗、98年卒）、大久保勝信（通算22勝7敗、99年卒）らの投手陣、下山真二（98年卒）や葛城育郎（00年卒）らの打撃陣が活躍したが、二岡智宏、宇高伸次と清水章夫両投手らを擁する近大の連覇が続いた。
1999年（平成11年）、室内練習場が完成。田中総司（通算15勝8敗、00年卒）と3回生山田秋親（通算17勝6敗、01年卒）・平本学（通算5勝3敗、01年卒）らの投手陣を擁して、近大の6連覇を阻み7年ぶりの春秋連覇を果たす。第48回全日本大学選手権2回戦で東北福祉を6-2、準々決勝で準優勝した4回生藤井秀悟と3回生鎌田祐哉両投手擁する早稲田大に2-4（延長11回）で惜敗しベスト8。翌2000年（平成12年）、山田秋親と平本学両4回生投手を擁して春季リーグ戦で優勝し3連覇。続く第49回全日本大学選手権準々決勝で東海大を4-0で破り、準決勝で吉見祐治や洗平竜也らの投手陣と石原慶幸捕手擁する東北福祉大に2-6で敗れベスト4。翌2001年（平成13年）、小川裕介（通算9勝3敗、02年卒）や村田智徳（通算11勝9敗、03年卒）らの投手陣を擁して第50回全日本大学選手権準々決勝で木谷寿巳投手と石原捕手らを擁する東北福祉を2-1、準決勝で主軸に村田修一がいた日本大に2-4で敗れベスト4。同選手権で4回生藤原通が首位打者賞を受賞。この後、同01年秋から2003年（平成15年）秋に渡辺亮と3回生染田賢作両投手擁する同志社が阻むまで糸井嘉男投手ら近大が4連覇を遂げる。立命も松村豊司投手らが卒業した翌2004年（平成16年）、2回生金刃憲人（通算24勝15敗、07年卒）や1回生黒田巌域（通算18勝14敗、08年卒）らの投手陣、主将赤松真人や3回生中村真崇らの打撃陣を擁して春秋リーグ戦を連覇。しかし、続く第53回全日本大学選手権準々決勝で日本大に0-9（7回コールド）で敗退。同年秋は代表決定戦で敗れ第35回明治神宮大会に出場ならず。
2007年（平成19年）春、近大の5連覇を阻みリーグ戦で優勝。続く第56回全日本大学選手権初戦2回戦で黒田巌域と大橋勝幸の4回生投手リレーも東日本国際大に4-×5（延長10回）で敗退。翌2008年（平成20年）秋、3回生エース藤原正典（通算16勝4敗）や1回生徳山武陽（通算11勝3敗）らの投手陣を擁しリーグ優勝し代表決定戦も勝ち抜き、続く第39回明治神宮大会準々決勝で常磐大を1安打完封で下し、準決勝で優勝した4回生上野大樹投手ら厚い投手陣擁する東洋大に1-3で敗れるもベスト4。翌2009年（平成21年）秋、4回生エース藤原を擁してリーグ優勝するも、代表決定戦で敗れ第40回明治神宮大会に出場ならず。

## 本拠地
京都府京都市北区上賀茂柊谷町23　立命館大学硬式野球部合宿所

## 記録
- リーグ優勝38回（旧関西六大学リーグを含む）
- 全日本大学野球選手権大会 出場18回、準優勝3回
- 明治神宮野球大会 出場4回
- 明治神宮競技大会野球競技 大学の部 準優勝（1935年）
- 日本学生野球協会結成記念野球大会 大学の部 準優勝（1961年）

## 主な出身者
Category:立命館大学硬式野球部の選手も参照。

### プロ野球
- 江口行男（中退） - 名古屋金鯱軍
- 木全竹雄 - 大東京軍
- 青柴憲一（中退） - 巨人
- 村川幸信 - 大東京軍
- 林清一 - 巨人
- 藤戸逸郎（中退） - 南海
- 富松信彦 - 大阪→黒鷲軍・大和軍→大洋軍・西鉄軍→パシフィック
- 西村進一（中退） - 名古屋軍→平安高校監督
- 中谷信夫 - 門司鉄道局→南海ホークス
- 保井浩一 - 東急
- 原田清 - 東急・東映
- 米川泰夫（中退） - 東急・東映→西鉄
- 岩上江笠 - 近鉄
- 吉田義男（中退） - 阪神
- 西尾慈高（中退） - 大阪→中日
- 岡嶋博治（中退） - 中日→阪急→国鉄・サンケイ→東映
- 平岩嗣朗 - 国鉄
- 東田巍（中退） - 近鉄
- 渡辺博文 - 阪急 - サンケイ
- 阪本敏三 - 阪急→東映→近鉄→南海
- 山本重政（中退） - 近鉄→阪神
- 徳山文宗 - クラウンライター・西武→ロッテ→ロッテ・ジャイアンツ→太平洋ドルフィンズ
- 平田英之 - 広島→ロッテ
- 永山勝 - 南海
- 古田敦也 - ヤクルト
- 長谷川滋利 - オリックス→アナハイム・エンゼルス→シアトル・マリナーズ
- 金森隆浩 - 中日→統一ライオンズ→中日
- 田中総司 - ダイエー
- 藤原通 - 阪神
- 平本学 - ヤクルト
- 小川裕介 - オリックス
- 肥田高志 - オリックス
- 松村豊司 - オリックス
- 水田章雄 - 大和銀行→ダイエー・ソフトバンク
- 大久保勝信 - 松下電器→オリックス
- 吉見太一 - サンワード貿易→西武
- 林真輝 - 愛媛マンダリンパイレーツ→高知ファイティングドッグス
- 下山真二 - 日本生命→近鉄→オリックス
- 葛城育郎 - オリックス→阪神
- 籾山幸徳 - 巨人
- 山田秋親 - ダイエー・ソフトバンク→ロッテ
- 赤松真人 - 阪神→広島
- 中村真崇 - JR東海→福岡レッドワーブラーズ→香川オリーブガイナーズ→広島
- 金刃憲人 - 巨人→楽天
- 中谷翼（中退） - 広島
- 藤原正典 - 阪神
- 徳山武陽 - ヤクルト
- 金子侑司 - 西武
- 桜井俊貴 - 巨人
- 山足達也 - オリックス→広島 (現役)
- 東克樹 - DeNA (現役)
- 辰己涼介 [2] - 楽天 (現役)
- 坂本裕哉 - DeNA (現役)
- 北本亘 - 滋賀ユナイテッドBC
- 榮枝裕貴 - 阪神 (現役)
- 宮崎竜成 - ロッテ (現役)

### アマチュア野球
- 原貢（中退） - 東海大学硬式野球部名誉総監督
- 小山正彦 - プリンスホテル社長
- 田頭欣士 - 三菱自動車水島・倉敷オーシャンズ
- 大角健二 - 報徳学園高校野球部監督
- 川崎絢平 - 明豊高校野球部監督